# Dohuk
Dohuk (também escrito Duhok, Dehok ou Dahok; em curdo: دهۆك; em siríaco: ܢܘܗܕܪܐ; romaniz.: Nuhadra; em árabe: دهوك) é a capital da província de Dahuk no Iraque. Tem cerca de 250 000 habitantes, em sua maioria constituídos por curdos, com uma minoria de assírios. Segundo algumas fontes, o nome "Dohuk" é proveniente de curmânji, que significa "pequena aldeia" em curdo.

## História
A cidade é cercada por montanhas ao longo do rio Tigre. Duhok tem uma indústria turística em crescimento e a sua população tem crescido rapidamente desde a década de 1990, principalmente porque parte da população rural se mudou para as cidades. A Universidade de Dohuk, fundada em 1992, é um renomado centro de ensino e pesquisa no Curdistão iraquiano.

## Cidades gêmeas
Estados Unidos, Gainesville, Flórida. 

## Clima
Dohuk apresenta clima árido ou clima desértico. As temperaturas máximas podem variar de 5°C a 12°C e as mínimas de -16°C a -10°C no inverno, porém, no verão, as temperaturas máximas podem atingir 45°C e as mínimas 18°C. As chuvas são escassas.